# 秋霞圃
31°23′12″N 121°15′11″E / 31.386688°N 121.253142°E

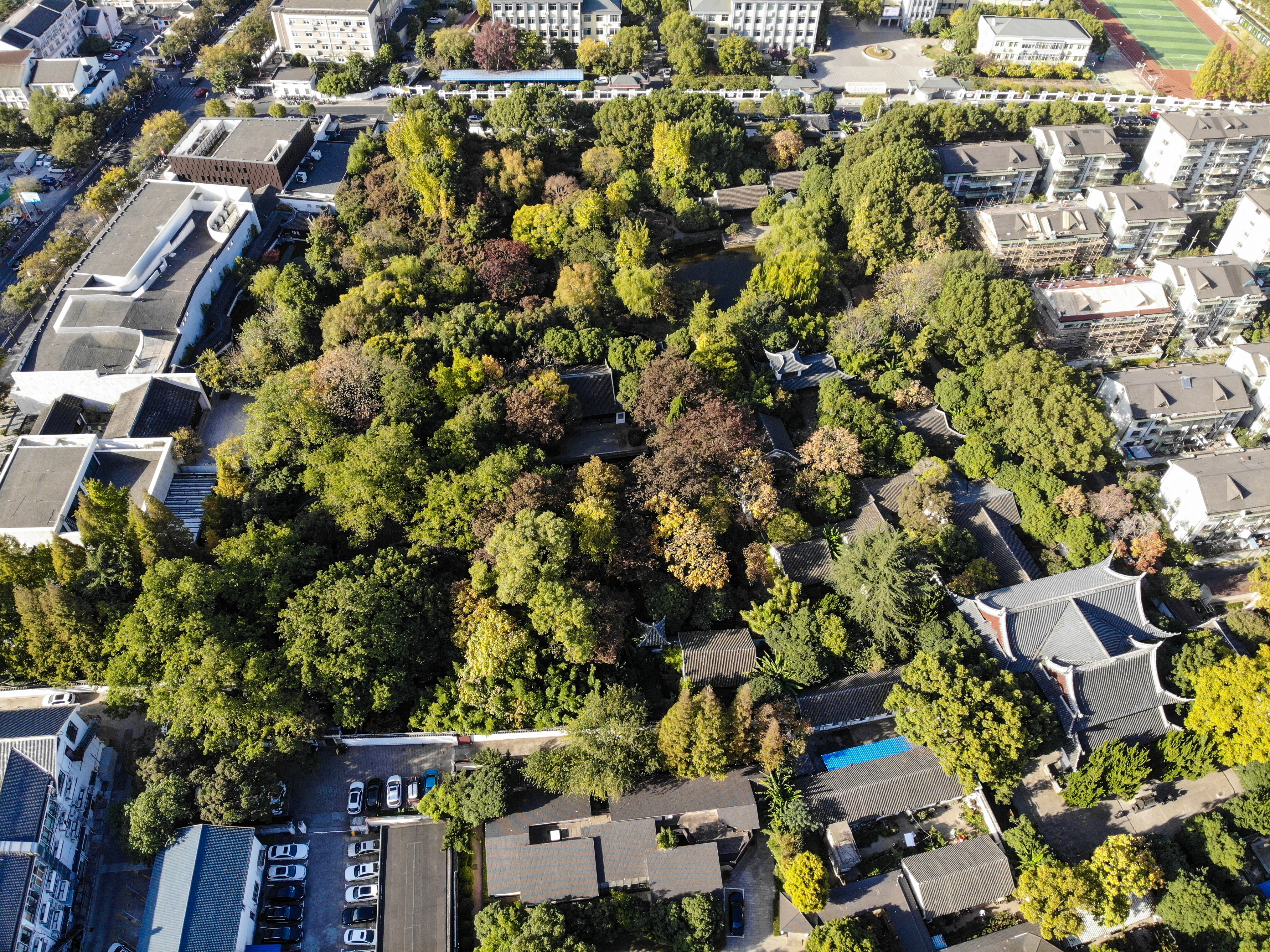
秋霞圃鸟瞰

秋霞圃位于中华人民共和国上海市嘉定区东大街，是上海五大古典园林之一，于1962年9月7日被列为上海市市级文物保护单位；1984年，上海市人民政府重新公布了其市级文物保护单位身份并设立了大理石文保碑。
在早期，秋霞圃仅有龚氏园（今桃花潭景区）。雍正四年（1726年），秋霞圃被改属为了邑庙的后园并一度长盛不衰。但在咸丰十年至同治元年间（1860年至1862年）清军和洋枪队屡次同太平军在嘉定交战，园林遭到了非常严重的破坏。光绪帝登基后，园林开始逐渐得到修复，再现朝晖。民国9年（1920年），启良学校的校长戴思恭将学校搬至此地并发动实业界对之加以修缮。民国26年（1937年），园林为日军所控，启良学校也被迫停办。园西部分建筑被知事冯诚求改为私宅，大部分匾额都被日军捣毁。日军投降后，它曾被三青团嘉定分团部和启良学校占用。此后它先后被列为了县级和市级文物保护单位。文化大革命爆发后，秋霞圃遭到了严重的破坏。此后上海市人民政府对其大幅重修，耗资近两百万元，学校也搬离了秋霞圃。1987年9月竣工，同年中国国庆节（10月1日）时全园正式对外开放。1984年，上海市人民政府重新确定了秋霞圃的市级文物保护单位身份并为其设立了大理石文保碑。
现在的秋霞圃可分为桃花潭景区（原龚氏园）、凝霞阁景区（原沈氏园）、清镜塘景区（原金氏园）和邑庙景区4个部分，以山取胜、以水为中心。秋霞圃现存百年以上的古树22株，其中12株已列入上海古树名木档案。

## 历史

### 民国以前

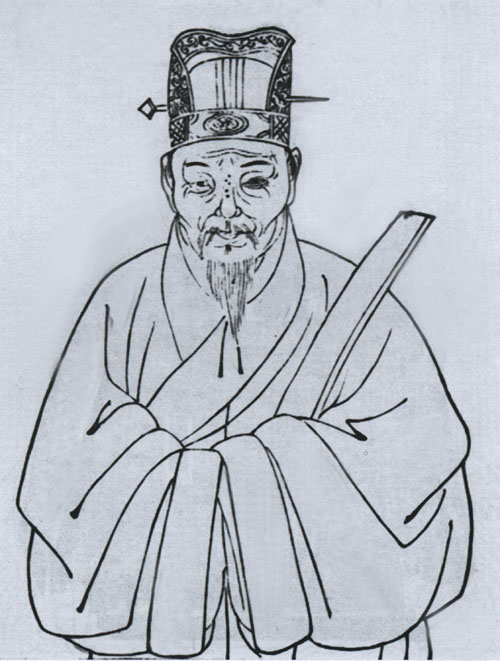
明工部侍郎龔弘像

除了历史可追溯至宋代的邑庙（即城隍庙）和建造时间不明的龚氏园，全园的建筑大部分始建于明代，由龚氏、沈氏和金氏三家的私有园林和邑庙合并而成。
目前，龚弘是已知最早的园主。龚氏园始建的确切年代现在已经无从考证，目前有如下几个看法：
- 南宋后期：龚天定在城内创设北府书院时所建。
- 明成化十四年（1478年）至明嘉靖五年（1526年）：建于龚弘成为进士至他去世期间。
- 明弘治十五年（1502年）：三隐堂构于蒲华塘（今华亭乡联四村）时同时建立。

嘉靖年间，龚氏家族步入了困难期。龚弘的曾孙龚敏被迫将龚氏园卖给了徽商汪某。万历元年（1573年）龚敏的卿子龚锡爵乡试时成功中举，汪某也将园林宅邸归还给了龚氏家族。清顺治二年（1645年），清军三屠嘉定，龚孙玹、龚用园、龚用广等人牺牲，龚家再次败落，园内也只剩下两排高墙。后来转园林归汪某的后裔所有，汪氏此后加以整修并更名为秋霞圃，俗称汪氏园。
沈氏园位于龚氏园东侧。万历、天启年间（1573年至1627年），诸生沈弘正耗资购买了龚氏园的东侧废地并新建了扶疏堂、权舟、聊淹亭、开襟楼、闲研斋、籁隐山房、觅句廊等建筑。
金氏园位于龚氏园北部，于嘉靖中期由金翊所建。全园占地面积为20亩左右，园内景观以自然风光为主。到了万历、天启年间（1573年至1627年），园中已设有柳云居、霁霞阁、止舫、冬荣馆等建筑。
邑庙则始建于宋嘉定年间（1208年至1224年），旧址位于南门富安坊（今李家弄附近）。明洪武三年（1370年），知县胡永安将它搬到了现在庙宇的所在地。清雍正四年（1726年），秋霞圃的龚氏园被改属为邑庙的后园，金氏园此后也被并入。乾隆年间，沈氏园也被并为后园。此后的几十年，邑庙后园长盛不衰。
咸丰十年至同治元年间（1860年至1862年），太平军攻占了嘉定，此后清军和洋枪队屡次同太平军在嘉定交战，园林遭到了非常严重的破坏。光绪帝登基后，园林开始逐渐得到修复。光绪二年（1876年），池上草堂得以重建；光绪十二年时人们在池上草堂西侧、桃花潭东侧建造了丛桂轩；光绪二十年又建了延绿轩，园林开始逐渐恢复往日的繁华。

### 中华民国大陆时期
民国9年（1920年），邑人戴思恭担任启良学校（即后来的嘉定县城区第一初级中学）的校长后将学校搬到了此处并发动了当地的实业界修缮了20多个景点。
民国26年（1937年），日军攻占了嘉定。邑庙后园被日军占领，启良学校也被迫停办。日军在园内设立区公署，在东部设立了日军医院，并在碧梧轩驻扎日军。西部的池上草堂、丛桂轩和延绿轩等建筑被知事冯诚求改为私宅，民国27年（1938年）时他使用公款对其加以修葺并增筑茅亭。园内的大部分匾额都被捣毁。
民国34年（1945年）8月，日军投降，邑庙后园被三青团嘉定分团部占用。数月后团部迁出，设嘉定第一区区公所。次年5月，启良学校复校，9月时增设了初中部，并新建了一座钟楼和纪韶堂两幅门联。同年，当地政府将园内所有的建筑都交给了启良学校使用，园林改称邑庙公园，园内的大部分建筑都被改为教学用房，恰逢节假日时才会对外开放。

### 中华人民共和国时期
时间到了中华人民共和国时期，启良学校将金氏园遗址改造成了操场。1960年，当时的县人民委员会恢复了秋霞圃一名并将它列为了当地的县级文物保护单位，1962年秋霞圃又被上海市人民委员会列为了当地的市级文物保护单位。1963年，当地的工商界人士集资在邑庙的大殿前建造了一座楼高二层的教学楼并开设了民办城厢中学（后改名为人民中学）。文化大革命爆发后，秋霞圃遭到了严重的破坏，建筑和假山被全数拆毁，树木也遭到砍伐。
自1980年起，上海市人民政府对秋霞圃展开了一系列修复工作，这些工程先后耗资近295.28万元，上海市园林局设计室的田丽菊和顾正负责规划与设计，同济大学的陈从周和上海文物管理委员会的杨嘉佑等人负责提供资料和指导，嘉定县建筑工程公司古建筑工程队则负责施工。1980年4月，上海市耗资44万元修复了原来的龚氏园，次年竣工，并于1983年2月13日（农历年初一）对外开放。1983年8月，第二期工程动工。工程成功修复了沈氏园、金氏园和邑庙大殿，1987年9月竣工，同年中国国庆节（10月1日）时全园正式对外开放。嘉定第一中学也受到了修复的影响，于1984年搬离秋霞圃。1984年，上海市人民政府也重新公布了秋霞圃的市级文物保护单位身份并设立了大理石文保碑。1987年，城隍庙被改为秋霞圃的景区。

## 园林布局

### 桃花潭景区（原龚氏园）
桃花潭景区位于秋霞圃西南部，占地面积约为5200平方米，以桃花潭为中心。桃花潭东西长约55米，南北宽约17米，涉趣桥横跨全潭，附近的亭台楼阁全部都沿其建造。内置西部入口西门楼，坐北朝南。门高5米，宽3.5米，门额写有“含芳凝露”四字，由作家朱了然题词、同济大学教授陈从周所写。
桃花潭南岸的南山，西临池上草堂，东达三曲桥，是一座横亘40余米的大型假山，被小道分为南北两个山岗。北岗主要由自然景观构成。南岗设有边长2.5米、高4米的正方形建筑霁霞阁，需通过小径方可走近；下方的仙人洞纵深约为5米，北门可登霁霞阁，南口可抵位于南岗东南部的晚香居。于1985年新修的晚香居前设有小院，东连聊淹堂，西接仙人洞。长约10米，宽约6.6米，高则为5.2米左右。北山则位于桃花潭西北部，是一座东西横亘约达40米、其高可达2.4米的大型假山。无论东西南北，均有路径可供抵达。其山巅设有一棵银杏树和一座高约4米、边长为1.75米的六角形古亭——即山亭，亭西安有石桌与石凳；西侧则种植了大量的青松，被称作松风岭。即山亭下坐落着一座长12.6米、高1.9米的山洞，其名为归云洞，洞口原来写有“归云”和“洞天”四字，但后来损毁。1982年重建时浦泳重写了四字。北山北麓的延绿轩西临碧梧轩，坐北朝南，长4.9米，宽5.8米，高4.6米，其名取自《汉瓦砖文》中的“延年益寿作长乐”一句。
| 序号 | 内容                   | 字体 | 时间   | 作者   |
| ---- | ---------------------- | ---- | ------ | ------ |
| 1    | 静观自得（中楹南向额） | 楷书 | 1982年 | 杨廷宝 |
| 2    | 静观自得（中楹北向额） | 楷书 | 1982年 | 沈迈士 |
| 3    | 山光潭影               | 行书 | 1981年 | 胡厥文 |
| 4    | 碧梧轩                 | 行书 | 1982年 | 叶路渊 |
| 5    | 壶峤长春（前檐额）     | 行书 | 1983年 | 张爱萍 |
| 6    | 壶峤长春（北檐额）     | 篆书 | 1982年 | 王个簃 |

桃花潭北岸则还设有碧梧轩和碧光亭。归云洞东侧的碧光亭俗称扑水亭，曾被改名为二六亭和宜六亭，三面皆临水，坐北朝南，其始建时间现已无从考证。碧梧轩又名山光潭影馆，俗称四面厅，原为会客之地。此轩西抵延绿轩、题青渡，东达观水亭，其名出自杜甫《秋兴》中的“香稻琢馀鹦鹉粒，碧梧栖老凤凰枝”一句。碧梧轩坐北朝南，始建年代已无从考证，曾经三度毁于清咸丰庚申兵燹、抗日战争和文化大革命时。轩东置有横琴石。轩内置有清式的红木桌椅和长几，还悬有一幅木刻画——三清图。碧梧轩内还设有六额，详况请参见右方的表格。东侧的观水亭北临清镜塘，又名枕流漱石轩；题青渡位处桃花潭东北角，由此可从桃花潭景区抵达凝霞阁景区。
桃花潭西南岸的池上草堂又名舟而不游轩，坐北朝南，前山后水，东西长15.5米，南北宽6.65米，高5米，其名源自唐代诗人白居易的《池上篇》和《草堂记》，有“一堂静对移时久，胜似西湖十里长”之赞誉。内有芭蕉、杜鹃、桂花、海棠、南天竹等植物。丛桂轩之名出自《楚辞》中的“桂树丛生兮山之幽”一句，曾毁于太平天国之役、两经重修。轩外南侧摆有三座立峰石，“寿星”居中，左“禄”右“福”，人称三星石。

### 凝霞阁景区（原沈氏园）
凝霞阁景区位于秋霞圃东部，西邻桃花潭景区，南接邑庙景区，以假山大屏山为中心，面积约为2700平方米左右。景区内院廊相连，院墙多半设有漏窗，植有树木和花草。位处桃花潭东北部的凝霞阁为景区之主建筑。
凝霞阁又作迎霞阁，位处景区中轴线的北侧，坐北朝南，其原址和始建时间均已无从考证。凝霞阁占地面积达87.78平方米。四周置有回廊，阁前的庭院宽敞大方。从凝霞阁西出的曲廊依依小榭向南曲折而行，与屏山堂相接。廊长8.7米，宽1.6米，高3.1米。凝霞阁东南则置有环翠轩，附近栽满了青桐、桂花和芭蕉，“环翠轩”和“长春精舍”两额均由顾振乐题写。前院设古井一口，石栏圈呈六角形，上镌正楷字“义井”。凝霞阁西南的屏山堂和宾藻风香室，原额均已毁坏，其形外凸。
环翠轩西南部的扶疏堂，坐北朝南，高5.1米，面积达58平方米，其三楹由刘小晴和林仲兴二人题写。堂南的聊淹堂坐北朝南，与文韵居毗邻，门前植有一棵松树，设有一楹，面积为10.08平方米；堂西置有彤轩，其面朝西，亦设有一楹。环翠轩东北部则设有觅句廊和洗句亭，廊长22.15米，高3.3米，是一条南北复式五曲廊，内置16个方碑刻；洗句亭位于廊北，内有《柴侯德政去思碑》。闲研斋、数雨斋两斋均位于屏山堂南部，南设数雨斋，北置闲研斋，通过曲廊和堂相连。聊淹堂、游骋堂两堂均位于数雨斋南部，置有三楹，面向南方。

### 清镜塘景区（原金氏园）
清镜堂景区位于秋霞圃北部，南邻清镜塘，北靠启良路，东接秋霞公寓，西毗归家弄，面积约为1.35万平方米，以植物景观为主体。景区内的清镜塘横卧于南部，面积约达2700平方米，原为练祁河的支流，1974年时因操场的建造而被填平，于1985年被重疏。东、西、北三端的水面较为开阔，其余则如小溪一样狭窄，与桃花潭相通。东部还有一座绿岛。塘面立有观荷、绿荫、听松三座石板平桥和一座由混凝土建城的清镜桥。三隐堂东北部的清轩为全园的北部出口，于1985年新修。
在园之东北设有三隐堂、柳云居和秋水轩三座建筑。三隐堂长27.9米，宽11.3米，高6.1米，面积多达315.27平方米，坐北朝南，其额由陈从周题写。堂东的柳云居旧址无从考证，四周遍植柳树，由退休教师陆慰萱题额；堂西的秋水轩之面朝西，长5.7米，宽4.4米，高4.5米，其南栽有桂花，其北植有腊梅，西部则设有牡丹、杜鹃以及海棠。
景区西部置有一座土山，南北长35米，东西宽18米，高2米，山上到处都是青松，人称青松岭。黄石瀑布位于岭之西南坡，是一座由黄石堆叠而成的假山。其巅置飞瀑，其足有小溪。岭南的补亭呈扇形，其面向东，额则于1986年由篆刻艺人丁祖敏所题写。山巅的岁寒亭，长4.2米，宽2.7米，高4.35米。周栽“岁寒三友”——松、竹、梅，其名源自明代废园侯氏园的岁寒亭。

### 邑庙景区

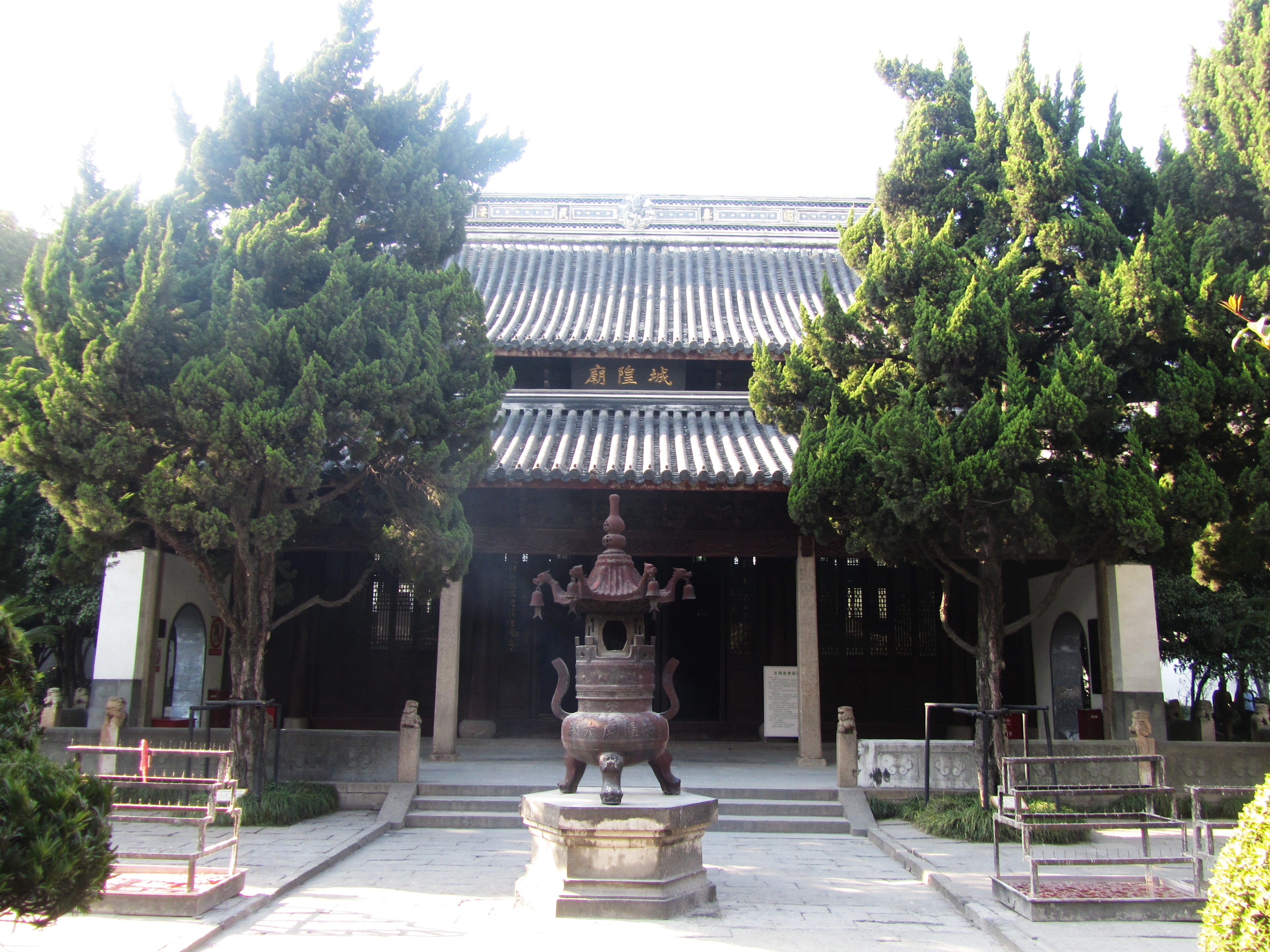
邑庙大殿的风貌

邑庙景区位于秋霞圃南部、东大街北部，北连凝霞阁景区，西接桃花潭景区，面积约为2700平方米。现在的建筑和装饰均大多数是晚清所建，但保持明代风格。其大殿内设有城隍爷、观世音尊像和12生肖60位星宿的雕像。
城隍庙大殿始建于南宋嘉定年间，明清时屡建屡毁。到了中华民国大陆时期，殿内的神像以及殿外的建筑多半都被摧毁。1983年，大殿根据原样修复。屋脊、吻兽由潘允星重塑，脊中的盘龙吐水戏珠图意为消灾减祸。屋脊的两端塑有动物图案及八仙座像，檐口饰有俗称丕跌杀的钉帽。殿堂南北长50.66米，东西宽23.54米，高12.4米。1988年秋季，它被辟为上海民俗文化博览中心陈列室，展品多达300余件。园之东大门两侧的井亭呈正方形，边长2.6米，高3.1米。两亭内皆设有井，檐口刻有人物，顶板则镌有双龙戏珠图。自大殿向北行走，过工字廊后即可到达城隍庙的寝宫，北檐悬有一匾，上方题有“果然灵”三字，内置有台凳、木床和一些床上用品，于1983年时与大殿一并修复。
- 南门及东西井亭
- 东井亭，两亭均呈正方形，边长2.6米，高3.1米
- 大殿前抱厦及前廊侧面
- 大殿内景，原正门上悬光绪三十年（1904）嘉定知县李乐善书“威灵显赫”额
- 自穿堂看寝宫时的情景